# 黑果冬青
黑果冬青（学名：Ilex atrata）为冬青科冬青属的植物。分布于缅甸以及中国大陆的云南等地，生长于海拔2,500米的地区，一般生长在常绿阔叶林中，目前尚未由人工引种栽培。

## 异名
- Ilex atrata W. W. Smith var. glabra C. Y. Wu ex Y. R. Li
- Ilex atrata W. W. Smith var. wangii S. Y. Hu